# Nanchang CJ-6

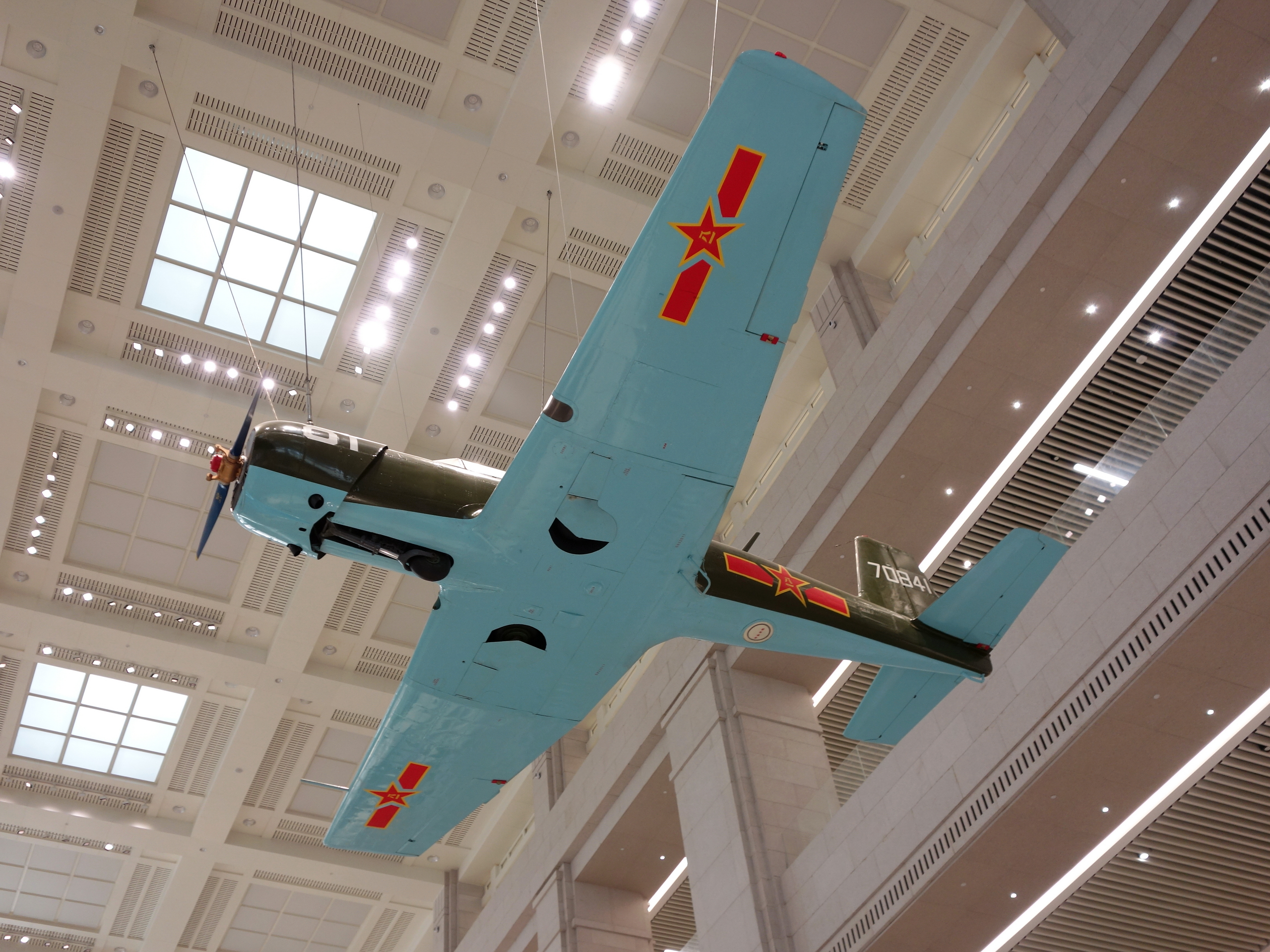
Nanchang CJ-6 trong Bảo tàng Quân đội Cách mạng Nhân dân Trung Quốc

Nanchang CJ-6 (tiếng Trung: 初教-6) là một loại máy bay huấn luyện cơ bản do Nhà máy Máy bay Nam Xương (nay là Tập đoàn Công nghiệp Hàng không Hongdu - HAIG) thiết kế và chế tạo cho Không quân Quân Giải phóng Nhân dân Trung Quốc (PLAAF).

## Thiết kế và phát triển

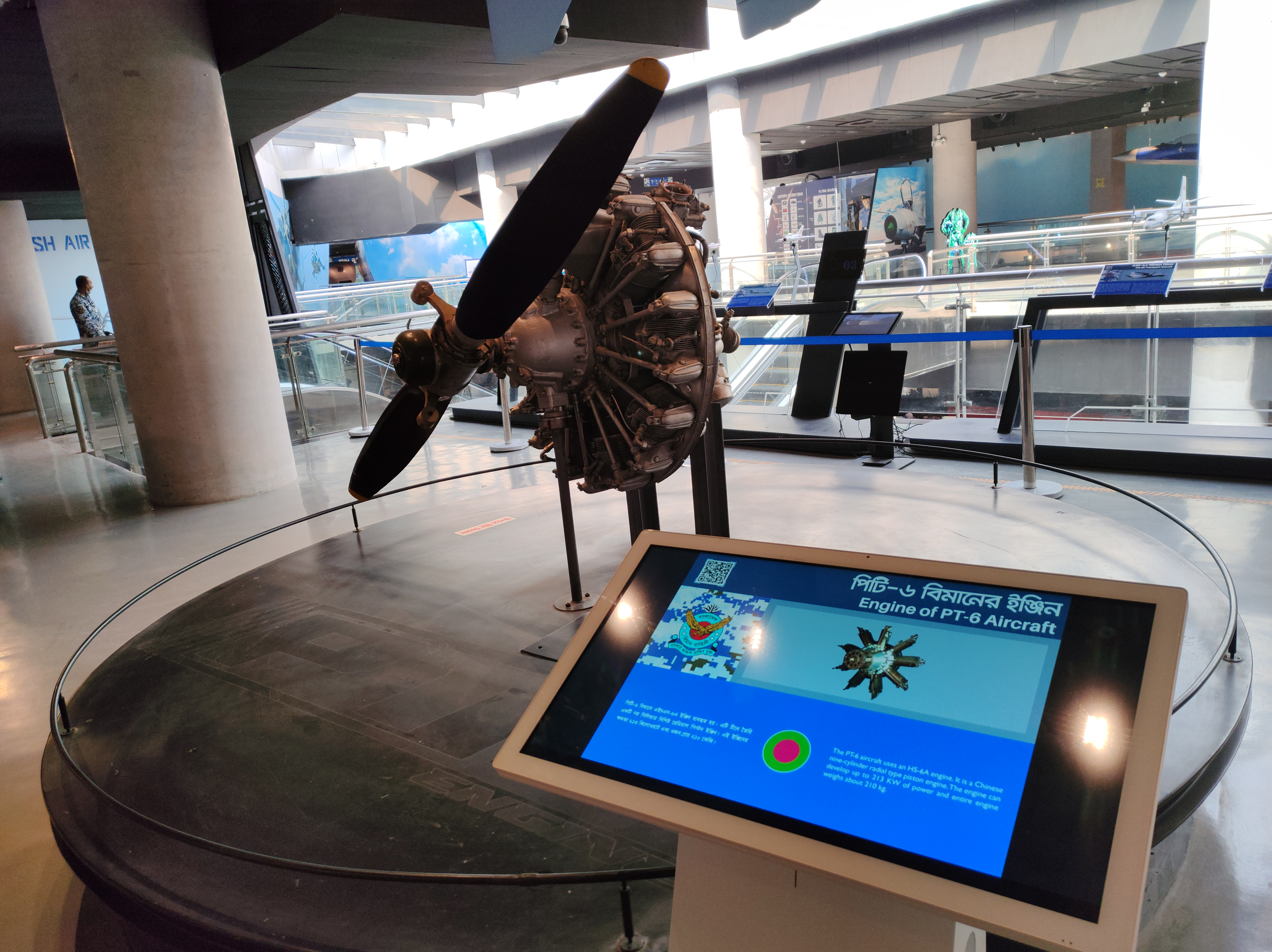
Động cơ của PT-6A (phiên bản xuất khẩu của CJ-6) trưng bày tại Bảo tàng Quân sự Bangabandhu ở Bangladesh

CJ-6 là một thiết kế hoàn toàn nguyên bản của Trung Quốc thường hay bị nhầm lẫn với Yakovlev Yak-18A. Mẫu máy bay tiền nhiệm của CJ-6 là Nanchang CJ-5, là phiên bản sản xuất theo giấy phép của Yak-18. Tuy nhiên, những tiến bộ trong đào tạo phi công đã dẫn đến nhu cầu về một mẫu máy bay mới cần cải thiện hiệu suất và thiết bị hạ cánh có 3 bánh. Khi Liên Xô phát triển Yak-18A, các kỹ sư của PLAAF đã cho rằng tính năng và thiết kế của nó không phù hợp với nhu cầu của Trung Quốc.
CJ-6 được thiết kế vào năm 1958 bởi Nhà máy Máy bay Nam Xương (Nanchang Aircraft Factory). Vì Nhà máy Máy bay Thẩm Dương (Shenyang Aircraft Factory) đã có kinh nghiệm chế tạo Shenyang JJ-1 nên họ cử hơn 20 nhà thiết kế đến Nam Xương để bắt đầu nghiên cứu kỹ thuật cho CJ-6, bao gồm các nhà thiết kế chính Tu Jida (屠基达) và Lin Jiahua. Hai nhà thiết kế máy bay hàng đầu của Trung Quốc là Xu Shunshou (徐舜寿) và Huang Zhiqian (黄志千) cũng có tham gia vào dự án.
Cuối năm 1957, các kỹ sư hàng không Cheng Bushi và Lin Jiahua bắt đầu làm việc tại Nhà máy Thẩm Dương để thiết kế một loại máy bay huấn luyện mới có thể giải quyết được những thiếu sót của Yak-18A. Thiết kế mà họ đưa ra có thân máy bay bán nguyên khối bằng nhôm, sử dụng đinh tán phẳng trong suốt, và hình dạng mặt cắt ngang của cánh là cấu hình Clark sửa đổi với hình lưỡng diện rõ rệt ở các phần bên ngoài. Hình khối nhị diện và đuôi thẳng đứng góc cạnh giúp phân biệt nó với Yak-18A. Các cuộc thử nghiệm với đường hầm gió đã xác nhận bản thiết kế là chuẩn xác và phù hợp. Tháng 5 năm 1958, dự án được chuyển đến Nhà máy Nam Xương, nơi Kỹ sư trưởng Gao Zhenning bắt đầu việc sản xuất CJ-6. Chuyến bay đầu tiên diễn ra vào ngày 27 tháng 8 năm 1958 bởi 2 phi công Lu Maofan và He Yinxi.
Nguyên mẫu CJ-6 trang bị một động cơ pít-tông của Cộng hòa Séc, nhưng các chuyến bay thử nghiệm cho thấy cần phải sử dụng động cơ cung cấp nhiều năng lượng hơn, vì vậy một phiên bản sản xuất nội địa của động cơ pít-tông hướng kính Ivchenko AI-14P sức mạnh 260 mã lực là Housai HS-6, được thay thế cho động cơ của Séc. Sau sự thay đổi đó, CJ-6 được phê duyệt để sản xuất hàng loạt. Năm 1965, động cơ HS-6 được nâng cấp lên 285 mã lực và đổi tên thành HS-6A, máy bay CJ-6 trang bị động cơ HS-6A được đặt tên là CJ-6A.
Tổng số lượng sản xuất CJ-6 ước tính hơn 3.000 chiếc, dùng để phục vụ huấn luyện trong Không quân Trung Quốc, cũng như để xuất khẩu (với tên gọi PT-6) sang các nước như Albania, Bangladesh, Campuchia, Cộng hòa Dân chủ Nhân dân Triều Tiên, Tanzania và Sri Lanka.
Dự kiến máy bay huấn luyện CJ-7 (L-7) do Hongdu và Yakovlev hợp tác phát triển sẽ thay thế những chiếc CJ-6 trong PLAAF.
CJ-6 được cấp chứng nhận hàng không dân dụng vào ngày 28 tháng 2 năm 2019, tức là hơn 60 năm sau khi nó tham gia vào hoạt động quân sự tại Trung Quốc.

## Thông tin chung
Một điều cần lưu ý là CJ-6 sử dụng khí nén để điều khiển bánh xe, cánh tà, phanh và khởi động động cơ. Một máy bơm không khí chạy bằng động cơ sẽ nạp lại cho bình chứa khí; tuy nhiên, nếu áp suất không khí quá thấp để khởi động động cơ máy bơm thì bình chứa khí trên máy bay có thể được nạp bằng nguồn bên ngoài. Nếu không có nguồn bên ngoài thì có thể khởi động động cơ máy bơm bằng cách xoay cánh quạt bằng tay.

## Biến thể

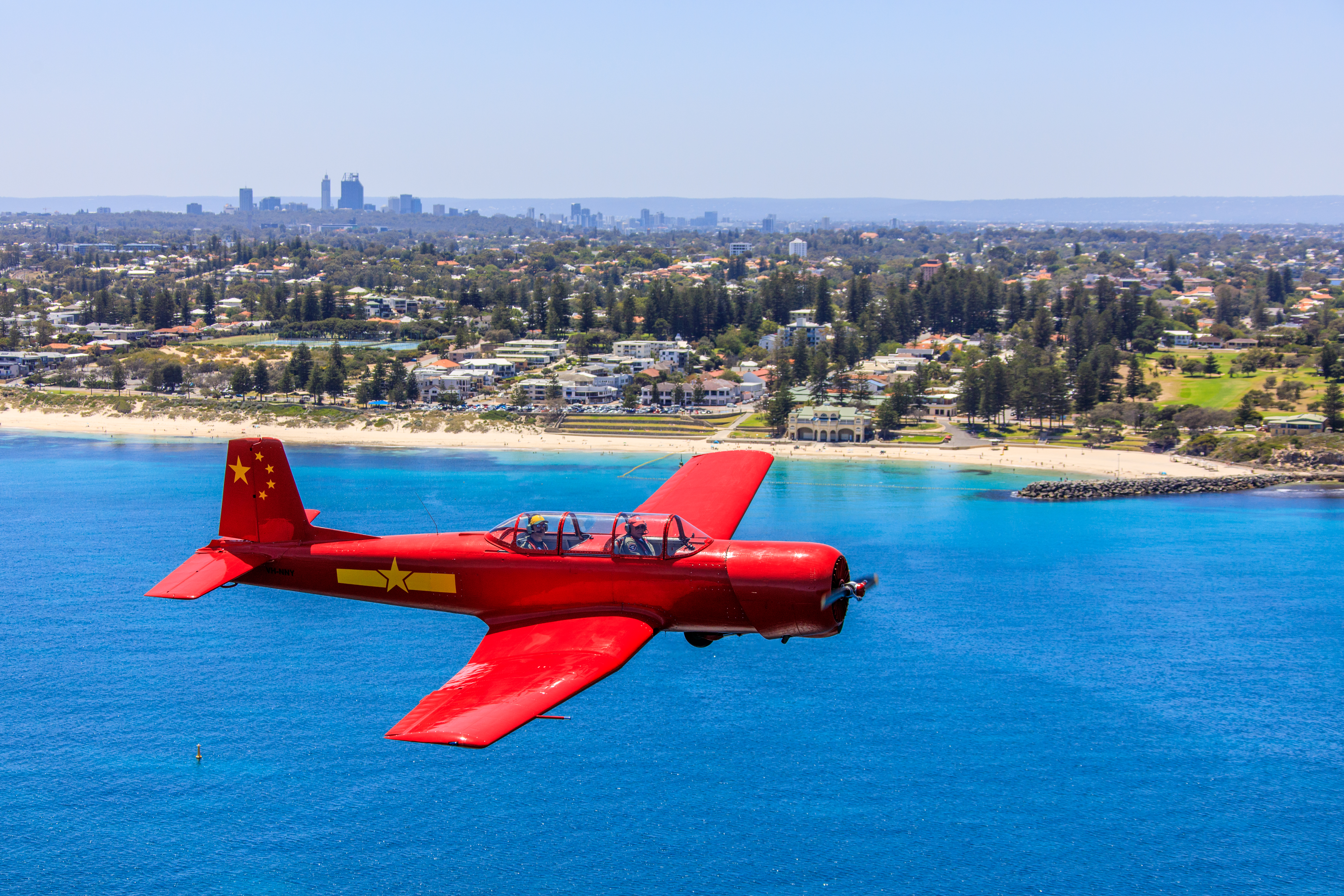
Một chiếc CJ-6 đã được phục hồi và sơn lại, đang bay ngoài khơi bờ biển Cottesloe ở Perth, Tây Úc

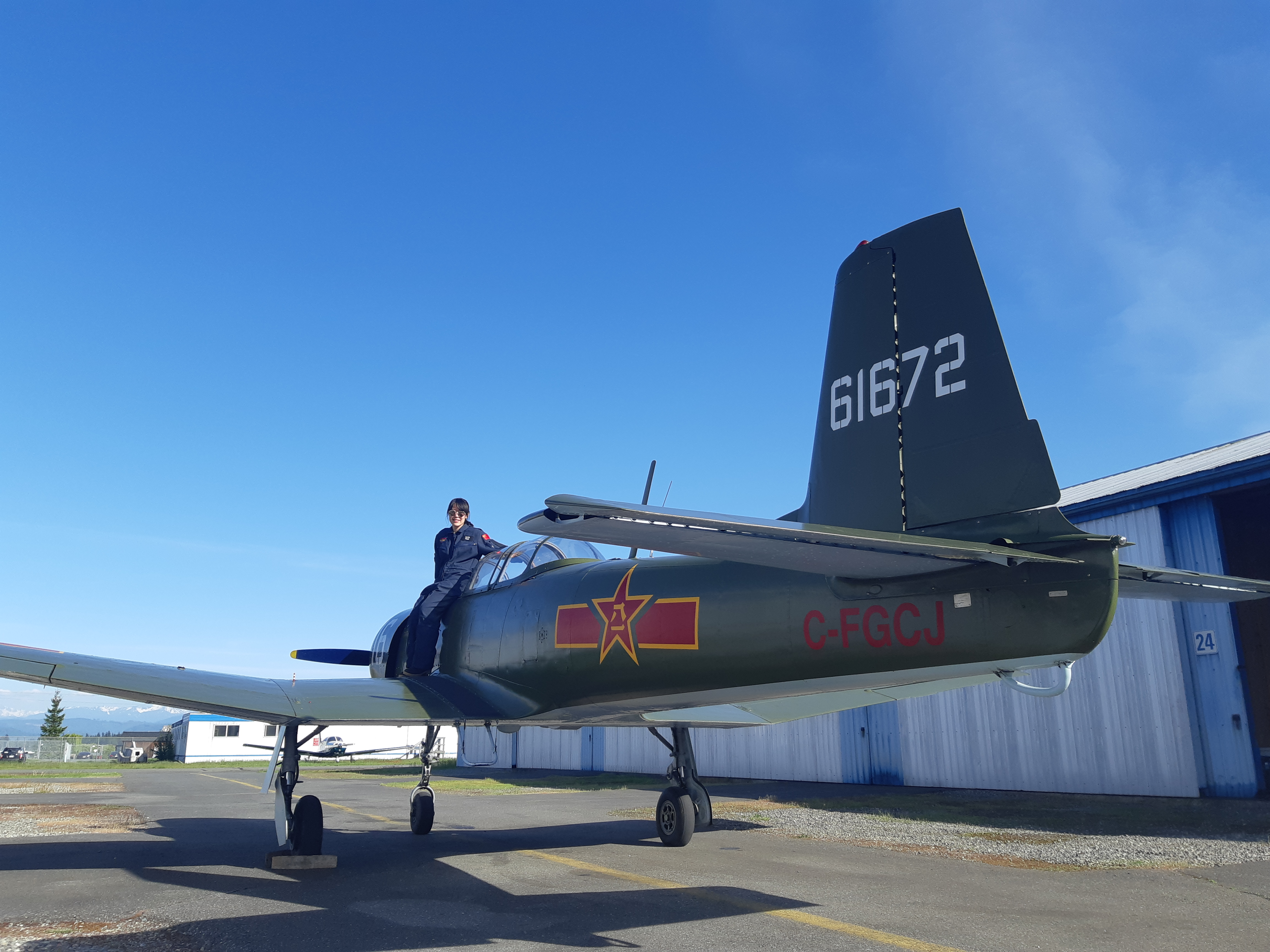
CJ-6 được sử dụng bởi "Thin Air Adventures" ở Abbotsford Canada

Hongzhuan-502
Tên định danh ban đầu của CJ-6 phiên bản sản xuất.

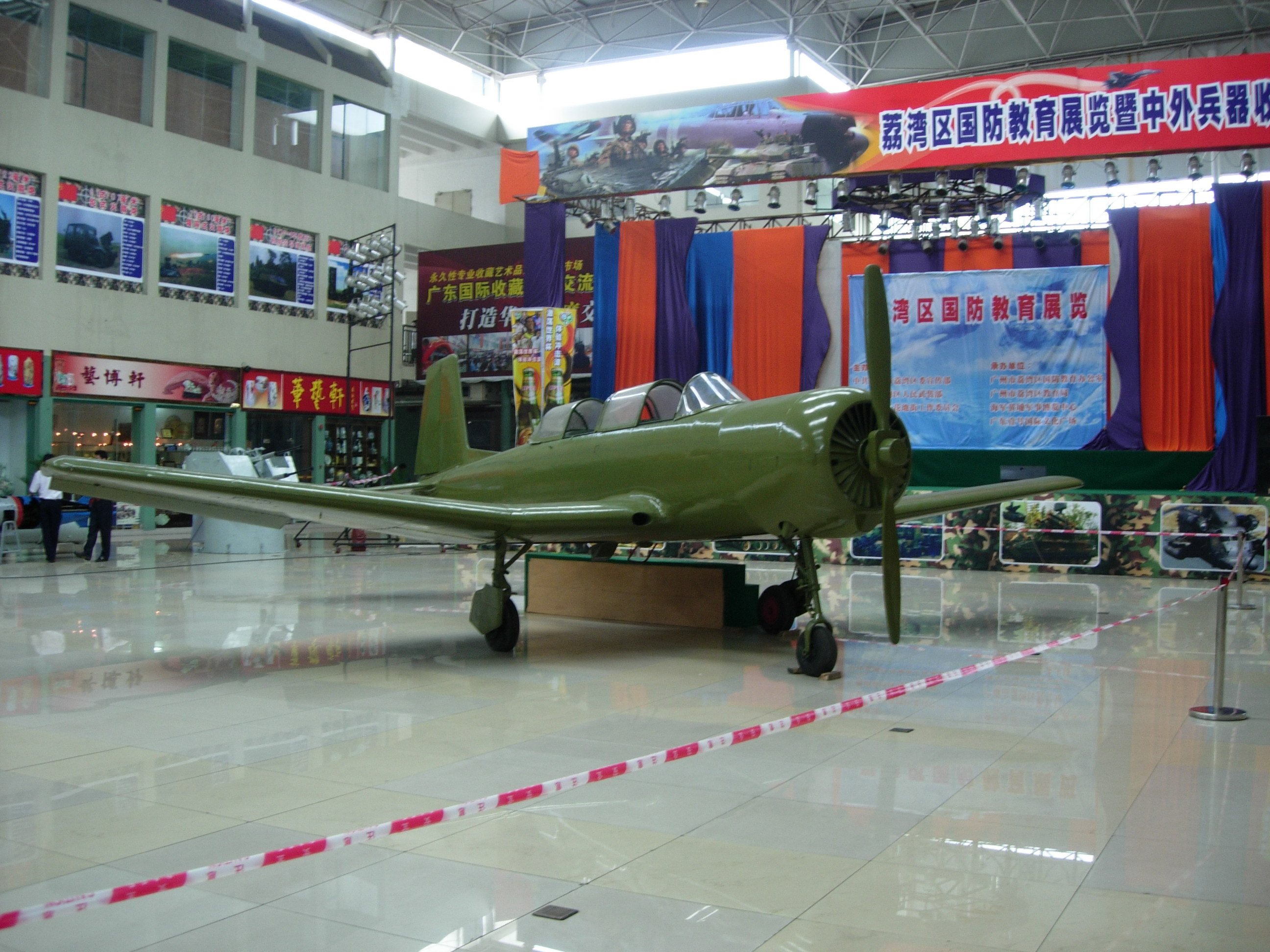
CJ-6
Máy bay huấn luyện hai chỗ ngồi, trang bị động cơ pít-tông hướng kính Zhuzhou Huosai HS-6 sức mạnh 260 mã lực.

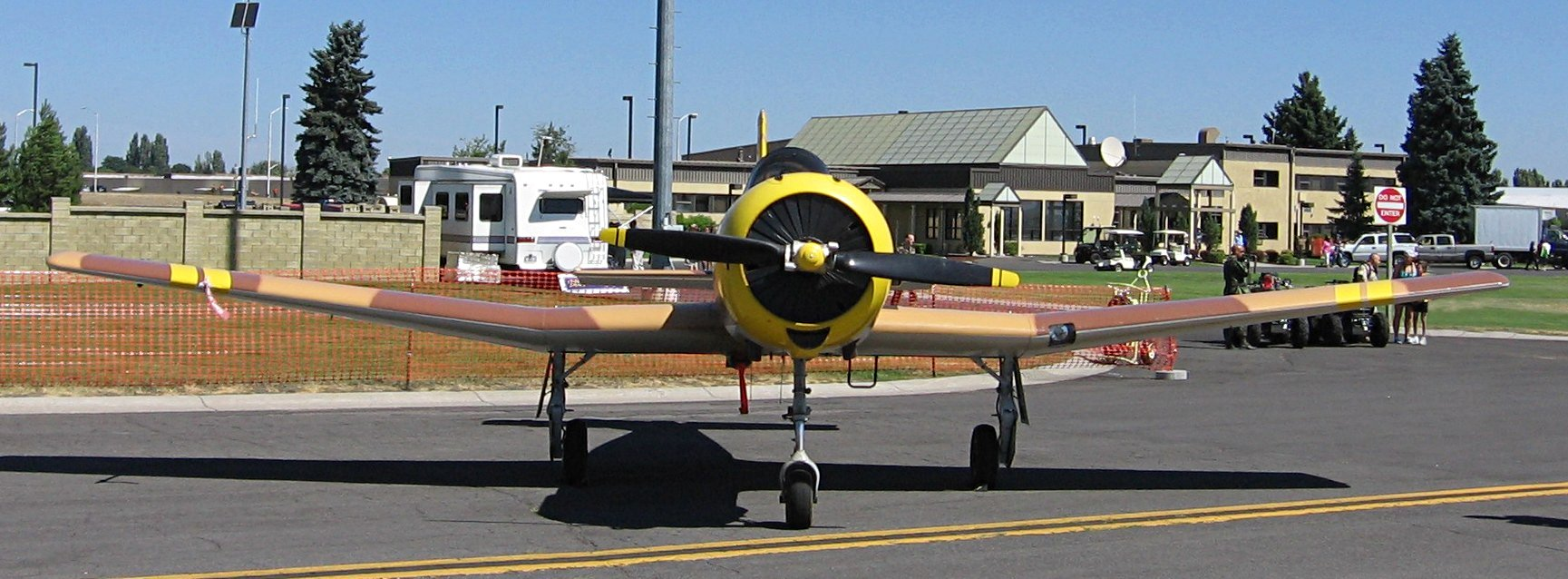
CJ-6A
Phiên bản cải tiến, trang bị động cơ pít-tông hướng kính Zhuzhou Huosai HS-6A sức mạnh 285 mã lực.
CJ-6B
Máy bay tuần tra biên giới có vũ trang hai chỗ ngồi, trang bị động cơ pít-tông hướng kính Zhuzhou Huosai HS-6D sức mạnh 300 mã lực. Phiên bản này sản xuất với số lượng nhỏ.
BT-6
Tên định danh xuất khẩu của CJ-6 và CJ-6A.
PT-6A
Phiên bản xuất khẩu của CJ-6A
Haiyan A (Haiyan - Petrel)
Nguyên mẫu Haiyan. Chuyến bay đầu tiên diễn ra vào ngày 17 tháng 8 năm 1985.
Haiyan B
Máy bay một chỗ ngồi, dùng để phun thuốc và chữa cháy trong nông nghiệp, trang bị động cơ pít-tông hướng kính Huosai HS-6 nâng cấp với sức mạnh 345 mã lực.
Haiyan C
Biến thể hàng không chung phục vụ bay nông nghiệp và giải trí.

## Quốc gia sử dụng

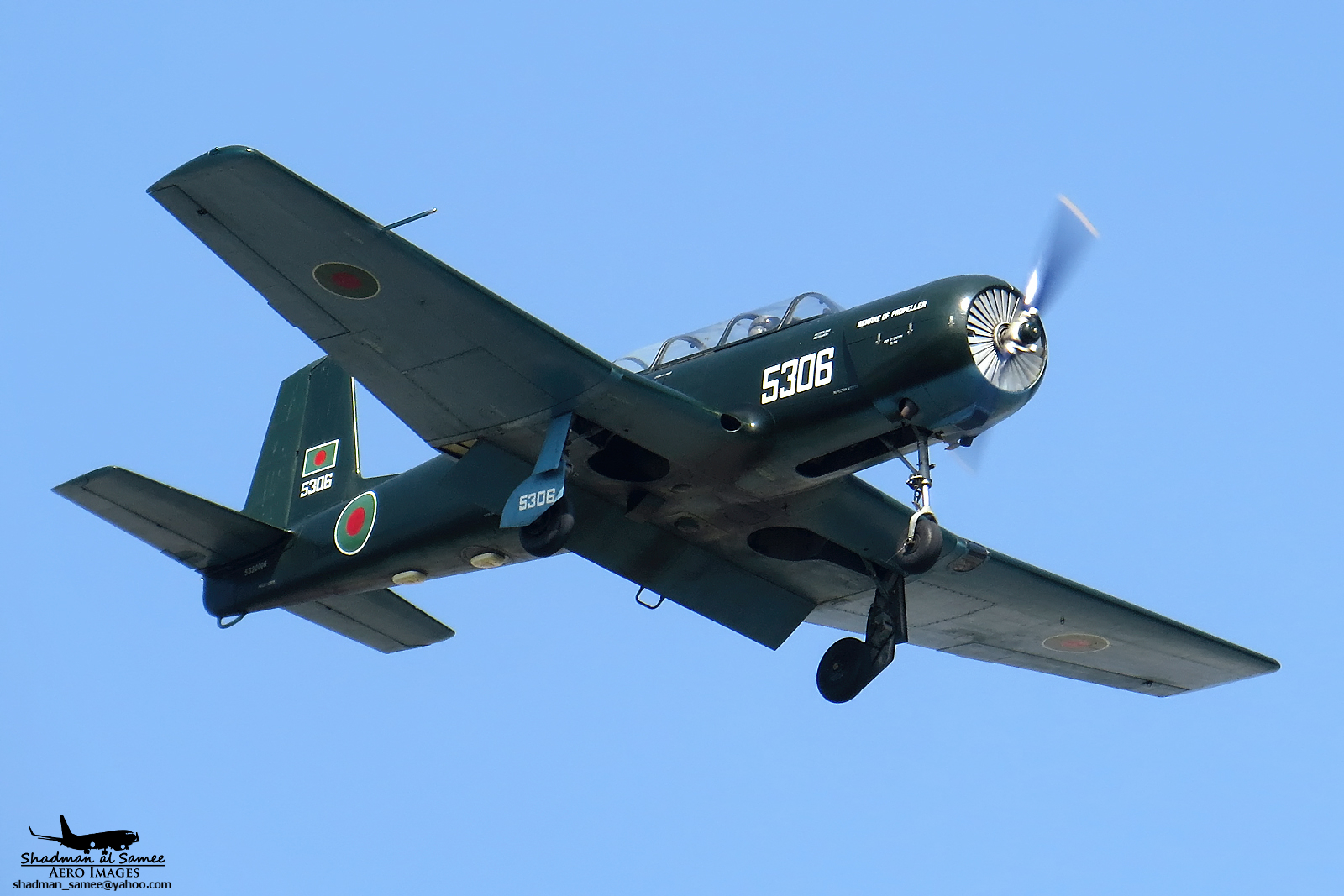
PT-6 của Không quân Bangladesh

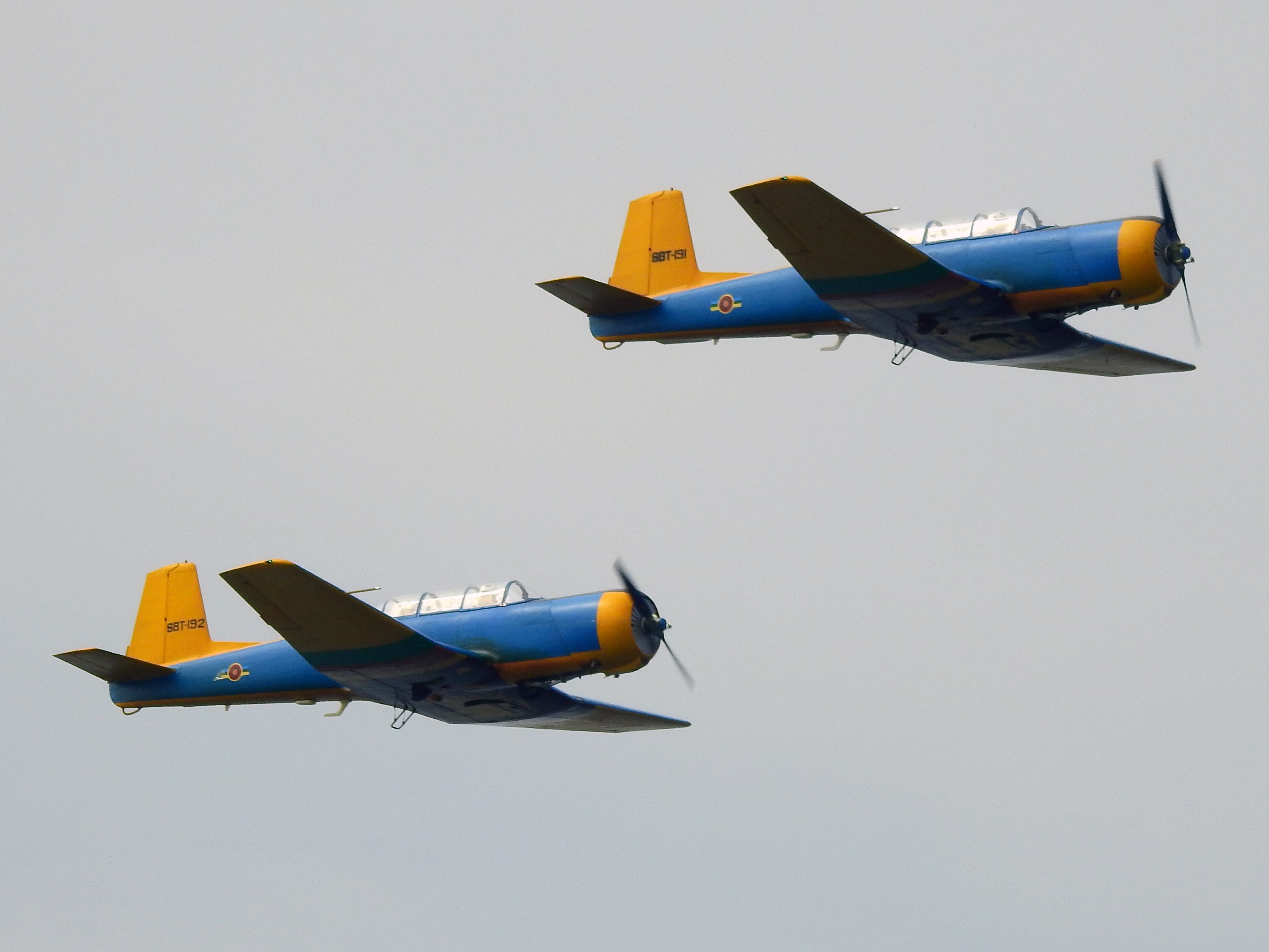
PT-6 của Không quân Sri Lanka

### Quân sự
Albania
- Không quân Albania

 Bangladesh
- Không quân Bangladesh: ≤ 24 chiếc PT-6 đang hoạt động.[3]

 Campuchia
- Không quân Quốc gia Khmer

 Ecuador
- Lục quân Ecuador[4]

 Trung Quốc
- Không quân Trung Quốc
- Không quân Hải quân Trung Quốc

 CHDCND Triều Tiên
- Không quân Nhân dân Triều Tiên

 Lào
- Không quân Quân Giải phóng Nhân dân Lào

 Sri Lanka
- Không quân Sri Lanka

 Tanzania
- Không quân Tanzania[3]

 Zambia
- Không quân Zambia

### Dân dụng
Do giá rẻ và kết cấu chắc chắn, CJ-6A là mẫu máy bay được yêu thích phổ biến. Một chiếc CJ-6 đã qua sử dụng ở Hoa Kỳ có giá chỉ khoảng 75.000 USD. Mẫu máy bay này xuất hiện trong danh sách đăng ký máy bay dân sự ở Hoa Kỳ, Úc, New Zealand, Anh, Nam Phi và các quốc gia khác.
Ở Úc, máy bay CJ-6 thường được sử dụng trong Danh mục Hạn chế - quản lý bởi Australian Warbirds Association Limited (AWAL). AWAL hoạt động dưới sự chấp thuận của Cơ quan An toàn Hàng không Dân dụng (CASA) của chính phủ Úc để quản lý hoạt động của các máy bay quân sự cũ.

## Tai nạn và sự cố
- Ngày 15 tháng 12 năm 2020, một chiếc PT-6 của Không quân Sri Lanka cất cánh từ China Bay, Trincomalee đã bị rơi gần Kantale, Sri Lanka, khiến phi công thực tập sinh trên máy bay thiệt mạng.[6]
- Ngày 5 tháng 7 năm 2021, một chiếc CJ-6A thuộc sở hữu tư nhân đã va chạm với một máy bảo trì bãi cỏ khi đang cố gắng hạ cánh xuống Sân bay Saint-Esprit ở Québec, Canada, khiến người điều khiển máy cắt cỏ thiệt mạng và máy bay bị hư hỏng. Phi công không bị thương.[7]

## Thông số kỹ thuật (CJ-6A)
Dữ liệu lấy từ Jane's Aircraft Recognition Guide

### Đặc điểm tổng quát
- Kíp lái: 2 người
- Chiều dài: 8,46 m (27 ft 9 inch)
- Sải cánh: 10,22 m (33 ft 6 in)
- Chiều cao: 3,3 m (10 ft 10 in)
- Trọng lượng không tải: 1.095 kg (2.414 lb)
- Trọng lượng cất cánh tối đa: 1.400 kg (3.086 lb)
- Động cơ: 1 × động cơ pít-tông hướng kính Zhuzhou HS-6A, cung cấp sức mạnh 213 kW (286 mã lực)
- Cánh quạt: Cánh quạt 2 cánh

### Hiệu suất bay
- Vận tốc tối đa: 300 km/h (190 dặm/giờ, 160 hải lý)
- Tầm bay: 700 km (430 dặm, 380 hải lý)
- Trần bay: 6.250 m (20.510 ft)

### Trang bị vũ khí
- Súng: 2 × súng máy 7,62 mm
- Giá treo: các giá treo bên dưới cánh có thể gắn ống phóng đạn rocket và bom